# SECIモデル
SECIモデル（英: SECI Model）は、暗黙知と形式知の相互変換を通じて組織的知識創造を説明する理論モデルである。SECIモデルは、知識創造の4つの次元（Socialization、Externalization、Combination、Internalization）の頭文字を取って名付けられた。

## 概要
1990年に野中郁次郎によって開発され、後に竹内弘高との共同研究によってさらに発展されたものである。このモデルの基盤となる考え方は、マイケル・ポランニーの暗黙知の概念に大きく影響を受けている。
野中と竹内は、日本企業の競争力の源泉を探る中で、欧米の企業と比較して日本企業が持つ独特の知識創造プロセスに着目した。彼らは、日本企業が暗黙知を効果的に活用し、それを形式知に変換する能力に優れていることを見出した。この洞察から、彼らは知識創造を暗黙知と形式知の相互作用として捉え、その過程を体系化したのがSECIモデルである。

## 知識変換の4つのモード

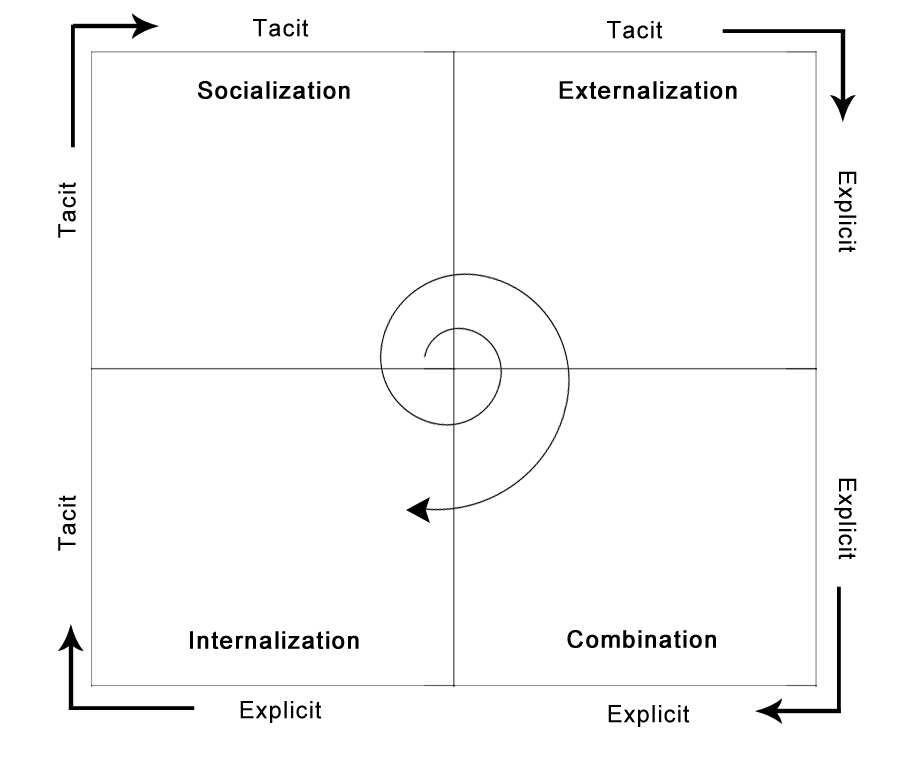
SECI model of knowledge dimensions

SECIモデルは、暗黙知と形式知の相互作用によって知識が創造されるという前提に基づいている。このモデルでは、4つの知識変換モードが提示されている。これら4つの知識変換モードは、螺旋状の知識創造プロセスを形成する。知識創造は継続的なプロセスであり、この螺旋は4つのモードを通じて絶えず進化する。

### 共同化（Socialization、暗黙知から暗黙知へ）
直接的な経験共有を通じて暗黙知を伝達するプロセス。具体的には、観察、模倣、実践、対話などの方法が用いられる。例えば、徒弟制度、OJT、インフォーマルな会話などがこれに該当する。共同化では、言語による伝達よりも、共に時間を過ごし、同じ環境で経験を共有することが重要である。

### 表出化（Externalization、暗黙知から形式知へ）
暗黙知を明確なコンセプトに変換するプロセス。このプロセスでは、メタファー、アナロジー、概念、仮説、モデルなどが用いられる。例えば、製品開発におけるコンセプト作り、ブレインストーミング、創造的な対話などがこれに該当する。表出化は、新しい明示的な概念を生み出す重要な段階である。

### 連結化（Combination、形式知から形式知へ）
既存の形式知を組み合わせて新たな形式知を創造するプロセス。文書、会議、電話、コンピュータネットワークなどのメディアが活用される。例えば、データベースの構築、報告書の作成、マニュアルの編集などがこれに該当する。連結化は、組織全体の知識システムを再構成する役割を果たす。

### 内面化（Internalization、形式知から暗黙知へ）
形式知を暗黙知に変換するプロセス。このプロセスでは、実践による学習が重要な役割を果たす。例えば、マニュアルを読んで実践する、シミュレーションやロールプレイングを行うなどがこれに該当する。内面化を通じて、個人は組織の知識を自分のものとし、さらなる共同化の前提となる新たな暗黙知を蓄積する。